# Скутаре
Скутаре (болг. Скутаре) — село в Болгарии. Находится в Пловдивской области, входит в общину Марица. Население составляет 2 356 человек.

## Политическая ситуация
В местном кметстве Скутаре, в состав которого входит Скутаре, должность кмета (старосты) исполняет Георги Димитров Тимонов (Болгарская социалистическая партия (БСП)) по результатам выборов правления кметства.
Кмет (мэр) общины Марица — Запрян Иванов Дачев (Болгарская социалистическая партия (БСП)) по результатам выборов в правление общины.